# 珀克斯角 (加利福尼亞州)
珀克斯角（英語：Perks Corner）是位於美國加利福尼亞州埃爾多拉多縣的一個非建制地區。該地的面積和人口皆未知。

## 地理
珀克斯角的座標為38°32′41″N 120°50′21″W / 38.54472°N 120.83917°W，而該地的平均海拔高度為537米（即1762英尺）。